# Sultanato de Ternate

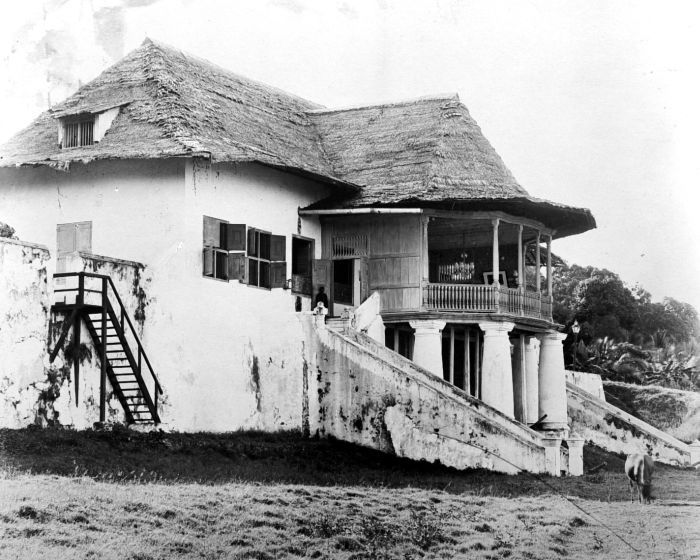
Antiguo palacio de los sultanes de Ternate.

El  Sultanato de Ternate  (en jawi: کسلطانن ترناتي, en idioma ternate: Khaÿsulthânan Trentėntė) fue un reino musulmán que existió en Indonesia a partir de 1257, y cuya capital era la isla de Ternate. Se extendía por la mayor parte del este de la Indonesia actual, hasta el sureste de las islas Filipinas. Ternate exportaba clavos de olor y nuez moscada en el mundo entero y fue el reino más poderoso de la región entre los siglos XV y XVII.

## Historia precolonial

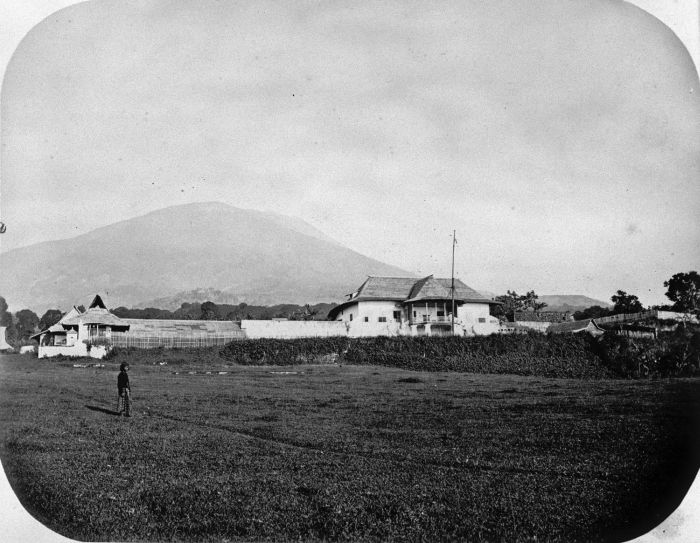
El palacio del Sultán de Ternate

El reino de Ternate se fundó en 1257. Ternate comparte su temprana historia con los otros tres reinos (más tarde sultanatos) de las islas Molucas: el de las islas vecinas de Bacan, el del puerto de Jailolo, situado en la costa occidental de Halmahera, y sobre todo su gran rival, la isla de Tidore. Los cuatro comparten el mismo pasado legendario y la misma cosmología, pero Ternate logró imponerse militarmente a sus vecinos a partir de 1380, cuando derrotó al reino de Jailolo y, temporalmente, al de Tidore. Las islas de Ternate y de Tidore fueron en la Edad Media y la Edad Moderna los únicos productores de clavos de olor. Gracias a esa fuente de riqueza, sus gobernantes fueron durante siglos los monarcas más poderosos de la región de Indonesia. Si bien buena parte de sus riquezas fueron dilapidadas en guerras internas, hasta que los Países Bajos completaron la conquista de las islas Molucas en el siglo XIX, los sultanes de Ternate gobernaron un imperio cuya influencia se extendía hasta Ambon, Sulawesi y Papúa.
En parte debido a que su cultura y su economía dependían del comercio, Ternate fue uno de los primeros lugares de la región donde el Islam se implantó, probablemente desde Java en el siglo XV. En sus inicios, la fe musulmana se limitaba a la familia real y se extendió lentamente al resto de la población. La familia real se convirtió al islam bajo el reinado del rey Marhum (1465-1486); su hijo y sucesor, Zainal Abidin (1486-1500), implantó la ley islámica y convirtió el reino en un sultanato, por lo que el título de rey (kolano) fue sustituido por el de sultán.
Fue a finales del siglo XVI, bajo el reinado del sultán Baabullah (1570-1583), cuando el poder de Ternate alcanzó su mayor esplendor: se extendía hasta la mayor parte del este de Sulawesi, las regiones de Ambon y Seram, la isla de Timor, la parte sur de Mindanao y partes de la isla de Nueva Guinea. Sus enfrentamientos con el sultanato de Tidore por el control de la región eran frecuentes; según el historiador Leonard Andaya, la rivalidad "dual" entre Ternate y Tidore marcó los inicios de la historia de las islas Molucas.

## Colonización europea
Los primeros europeos en llegar a la región fueron los portugueses de la expedición de Francisco Serrão en 1512, en busca de la isla de las especias. Si bien fueron bien acogidos en un primer tiempo, las relaciones se mantuvieron tensas y difíciles, en particular debido a la codicia de los colonos y sus intentos de cristianización de la población ternatesa. Tras el asesinato del sultán Hairun por los portugueses, los ternateses lograron expulsarlos en 1575, después de cinco años de guerra. Los portugueses se replegaron en la isla de Ambon, una isla que les había concedido un antiguo sultán de Ternate convertido al cristianismo. Ambon se convirtió en el centro de operaciones de los portugueses en las Molucas, donde se mantuvieron hasta 1607. Frente a una presencia europea aún débil y aislada, el sultanato de Ternate se expandió y se convirtió en una potencia islámica y anti-portuguesa, en particular bajo los reinados del sultán Baab Ullah (1570-1583) y de su hijo el sultán Said.
En 1606, los españoles conquistaron el antiguo fuerte construido por los portugueses en Ternate, y deportaron al sultán Said ud-din Barakat Shah y a sus allegados a Manila. Al año siguiente los ternateses se aliaron con los holandeses en contra de los españoles que dominaban la mitad de la isla y se habían aliado con la vecina Tidore. Retomaron el poder y su influencia se fortaleció a la vez que extendían sus territorios en la región, en particular bajo el reinado del sultán al-Hamza Hajah (1627-1648). Los españoles abandonaron las islas Molucas en 1663.

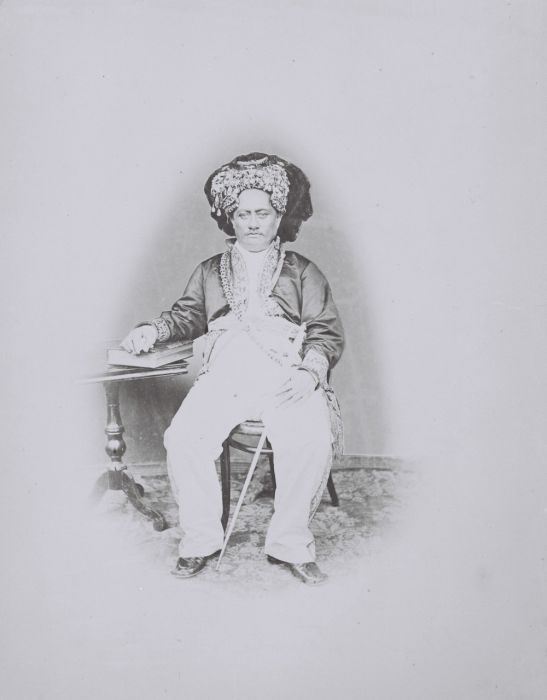
Hassân ÿapuk mahmud II El sultán de Ternate en los años 1890-1910.

A partir de 1676, la Compañía Neerlandesa de las Indias Orientales (VOC) extendió su predominio sobre la zona, reduciendo paulatinamente el poder del sultanato y las tierras bajo su dominio. Deseoso de restaurar el esplendor pasado de Ternate y de expulsar a las potencias europeas, el sultán Sibori (1675-1691) declaró la guerra a los holandeses, pero fue vencido y obligado a conceder más posesiones a la VOC por un tratado firmado en 1683. La balanza de poderes en la región se inclinó definitivamente a favor de los holandeses y Ternate se convirtió en una suerte de vasallo obligado de los Países Bajos.
En el siglo XVIII, Ternate fue la sede de un gobernato de la VOC y procuró controlar todo el comercio del norte de las islas Molucas. En el siglo XIX, con el declive del comercio de las especias, la región perdió importancia para los holandeses que sin embargo mantuvieron su presencia a fin de impedir la instalación de otras potencias europeas. Tras la quiebra y nacionalización de la VOC por el gobierno de los Países Bajos en 1800, Ternate fue incorporado al gobierno de las Molucas. Fue brevemente ocupado por fuerzas británicas en 1810 antes de volver bajo control holandés en 1817. En 1824, se convirtió en la capital de una residencia (una región administrativa) que cubría Halmahera, la costa occidental de Nueva Guinea y la parte central de la costa este de Sulawesi. En 1867, toda la parte de Nueva Guinea bajo dominio holandés fue incorporada a esa residencia, pero la capitalía fue progresivamente transferida a Ambon.
Los holandeses suprimieron el sultanato dos veces (en 1876-1879 y 1915-29), primero tras el intento fallido del sultán Haji Muhammad Usman (1896-1914) de derrocar al poder colonial, y luego por una vacancia en la sucesión.

## Desde la independencia de Indonesia
Desde 1946, fecha de la independencia de Indonesia, subsiste como autoridad tradicional, pero sin poder político. En 2011, el sultán de Ternate es Muzaffar Shah II, que asumió el título en 1986. Reside en un palacio construido en 1796, que fue restaurado en un estilo semicolonial y parcialmente convertido en museo. 
La bandera del sultanato es amarilla (color de la realeza) con un disco blanco en el centro llevando una inscripción arábiga.

## Lista de sultanes
Sultanes de Ternate que se han sucedido desde finales del siglo XVII:
- 1689 - 1714 Said Fathullah
- 1714 - 1751 Amir Iskandar Zulkarnain Saifuddin
- 1751 - 1754 Binayatullah al-Malik ul-Manabí Amir Iskandar Alauddin Mansur Shah III
- 1754 - 1763 Amir Iskandar Muda Shah
- 1763 - 1774 Shahid ul-Muh Taj ul-Rahman Jalaluddin Shah
- 1774 - 1781 Ikhtias ul-Rahman Wahuwa Said Duna Amir Iskandar Zulkarnain Azimuddin Shah
- 1781 - 1796 Amir Iskandar II Malik ul-Mulk ul-Munnawir os-Sadik ul-Mukarram Shah
- 1796 - 1801 Haj ul-Arifin Wahuwa Said Duna Siraj ul-Buldan Infiluddin Muharram Amir Iskandar Shah Muhiuddin Shah
- 1801 - 1807 Sirajul bilado Shah Taj ul-Auli al-Mukarram Amir Iskandar Jihad Azimuddin
- 1807 - 1821 Said ul-Biladi Siraj ul-Kulut ul-Mulk Amiri Iskandar Zain ul-Bahréin Wahuwa Khair os-Salikhin Shah
- 1821 - 1823 Saifuddin Iskandar III Nasiruddin Shah
- 1823 - 1859 Taj ul-Mulk Amiruddin Iskandar Kaulaini Shah
- 1859 - 1876 Binayat Illahi Mamran Siraj ul-Mulk Amiruddin Iskandar Wahuwa Mina Salikhin Shah
- 1876 - 1879 Interregno
- 1879 - 1900 Tajul Mahsil Binayatullah al-Hannan Siraj ul-Mulk Amiruddin Iskandar IV Munawar ul-Sadik Wahuwa Mina al-Adil Shah
- 1900 - 1902 Ilham (Kolano Ahora Rimoi)
- 1902 - 1915 Tajul Mahsil Binayatullah al-Hannan Siraj ul-Mulk Amiruddin Iskandar V Munawar ul-Sadik Wahuwa Mina al-Adil Shah
- 1915 - 1929 Interregno
- 1929 - 1975 Iskandar Muhammad Jabir Shah
- 1975 - 1986 Interregno
- 1986 - actualidad Muzaffar Shah II